# Gran Premio motociclistico di Jugoslavia 1975
Il Gran Premio motociclistico di Jugoslavia fu l'ultimo appuntamento del motomondiale 1975.
Si svolse il 21 settembre 1975 sul circuito di Abbazia, e corsero le classi 50, 125, 250 e 350.
La gara vide molti dei "big" del Mondiale assenti, sia per la pericolosità del circuito istriano sia perché i titoli mondiali erano stati già tutti assegnati.
In 350 Pentti Korhonen vinse il suo primo GP, battendo la concorrenza di Otello Buscherini.
Dieter Braun vinse in 250 regolando Chas Mortimer e Patrick Pons.
Il tedesco, ingaggiato per l'occasione dalla Morbidelli, vinse anche in 125, davanti all'occasionale compagno di Marca Pierluigi Conforti. I due piloti rimpiazzavano gli infortunati Paolo Pileri e Pier Paolo Bianchi.
Ángel Nieto approfittò del ritiro di Eugenio Lazzarini per vincere in 50.

## Classe 350

### Arrivati al traguardo
| Pos. | Pilota            | Moto          | Tempo     | Punti |
| ---- | ----------------- | ------------- | --------- | ----- |
| 1    | Pentti Korhonen   | Yamaha        | 58' 48" 8 | 15    |
| 2    | Otello Buscherini | Bimota-Yamaha | +1' 12" 8 | 12    |
| 3    | Chas Mortimer     | Maxton-Yamaha | +1' 13" 0 | 10    |
| 4    | Tom Herron        | Yamaha        | +1' 55" 8 | 8     |
| 5    | Franz Kunz        | Yamaha        | +2' 17" 4 | 6     |
| 6    | Billie Henderson  | Yamaha        |           | 5     |
| 7    | Mario Lega        | Yamaha        |           | 4     |
| 8    | Max Wiener        | Yamaha        |           | 3     |
| 9    | János Reisz       | Yamaha        |           | 2     |
| 10   | Peter Baláž       | Yamaha        |           | 1     |
| 11   | Bosse Granath     | Yamaha        |           |       |

### Ritirati
| Pilota             | Moto        | Motivo ritiro |
| ------------------ | ----------- | ------------- |
| Tapio Virtanen     | MZ          |               |
| Karl Auer          | Yamaha      |               |
| Dieter Braun       | Yamaha      |               |
| Patrick Pons       | Yamaha      |               |
| Víctor Palomo      | SMAC-Yamaha |               |
| John Dodds         | Yamaha      |               |
| Olivier Chevallier | Yamaha      |               |
| Gérard Choukroun   | Yamaha      |               |
| Philippe Coulon    | Yamaha      |               |
| Alex George        | Yamaha      |               |

## Classe 250
30 piloti alla partenza, 17 al traguardo.

### Arrivati al traguardo
| Pos. | Pilota             | Moto          | Tempo     | Punti |
| ---- | ------------------ | ------------- | --------- | ----- |
| 1    | Dieter Braun       | Yamaha        | 49' 54" 9 | 15    |
| 2    | Chas Mortimer      | Maxton-Yamaha | +31" 9    | 12    |
| 3    | Patrick Pons       | Yamaha        | +42" 2    | 10    |
| 4    | Harald Bartol      | Yamaha        | +50" 3    | 8     |
| 5    | Otello Buscherini  | Yamaha        | +1' 05" 3 | 6     |
| 6    | Tom Herron         | Yamaha        | +1' 11" 4 | 5     |
| 7    | Leif Gustafsson    | Yamaha        | +1' 13" 3 | 4     |
| 8    | Olivier Chevallier | Yamaha        | +1' 15" 5 | 3     |
| 9    | Rolf Minhoff       | Yamaha        | +1' 41" 2 | 2     |
| 10   | Alex George        | Yamaha        | +2' 10" 8 | 1     |

### Ritirati
| Pilota           | Moto        | Motivo ritiro |
| ---------------- | ----------- | ------------- |
| Tapio Virtanen   | MZ          |               |
| Víctor Palomo    | SMAC-Yamaha |               |
| Bruno Kneubühler | Yamaha      |               |
| John Dodds       | Yamaha      |               |
| Pentti Korhonen  | Yamaha      |               |

## Classe 125
30 piloti alla partenza, 10 al traguardo.

### Arrivati al traguardo
| Pos. | Pilota             | Moto       | Tempo     | Punti |
| ---- | ------------------ | ---------- | --------- | ----- |
| 1    | Dieter Braun       | Morbidelli | 41' 56" 0 | 15    |
| 2    | Pierluigi Conforti | Morbidelli | +18" 1    | 12    |
| 3    | Eugenio Lazzarini  | Piovaticci | +1' 02" 9 | 10    |
| 4    | Kent Andersson     | Yamaha     | +1' 47" 9 | 8     |
| 5    | Harald Bartol      | Suzuki     | +1' 50" 7 | 6     |
| 6    | Leif Gustafsson    | Yamaha     | +1 giro   | 5     |
| 7    | Cees van Dongen    | Yamaha     | +1 giro   | 4     |
| 8    | Matti Kinnunen     | Maico      | +1 giro   | 3     |
| 9    | Thierry Tchernine  | Yamaha     | +1 giro   | 2     |
| 10   | Hans-Jürgen Hummel | Yamaha     | +1 giro   | 1     |

### Ritirati
| Pilota           | Moto       | Motivo ritiro |
| ---------------- | ---------- | ------------- |
| Bruno Kneubühler | Yamaha     |               |
| Henk van Kessel  | AGV-Condor |               |
| Pentti Salonen   | Yamaha     |               |
| Claudio Lusuardi | Derbi      |               |

## Classe 50

### Arrivati al traguardo
| Pos. | Pilota             | Moto     | Tempo     | Punti |
| ---- | ------------------ | -------- | --------- | ----- |
| 1    | Ángel Nieto        | Kreidler | 41' 50" 2 | 15    |
| 2    | Rudolf Kunz        | Kreidler | +37" 4    | 12    |
| 3    | Aldo Pero          | Kreidler | +44" 0    | 10    |
| 4    | Claudio Lusuardi   | Derbi    | +1' 07" 5 | 8     |
| 5    | Stefan Dörflinger  | Kreidler | +1' 13" 1 | 6     |
| 6    | Gerhard Thurow     | Kreidler | +2' 10" 7 | 5     |
| 7    | Wilhelm Werner     | Kreidler | +2' 38" 6 | 4     |
| 8    | Hans-Jürgen Hummel | Kreidler | +2' 43" 7 | 3     |
| 9    | Ulrich Graf        | Kreidler |           | 2     |
| 10   | Henk van Kessel    | Kreidler |           | 1     |

### Ritirati
| Pilota            | Moto       | Motivo ritiro |
| ----------------- | ---------- | ------------- |
| Eugenio Lazzarini | Piovaticci |               |
| Cees van Dongen   | Kreidler   |               |
| Nico Polane       | Kreidler   |               |
| Rolf Blatter      | Kreidler   |               |